# Arsi Harju
Arsi Ilari Harju (født 18. marts 1974 i Kurikka) er en finsk tidligere kuglestøder, der var blandt Finlands bedste i disciplinen i årene omkring årtusindskiftet og vandt en overraskende guldmedalje ved OL 2000.

## Karriere
Harju var finsk mester i kuglestød i 1996 og deltog efterfølgende i OL 1996 i Atlanta, hvor han blev nummer 18. I 1998 vandt han bronze ved indendørs-EM, hvorpå han genvandt det finske mesterskab, og året efter blev han finsk indendørsmester. Han blev finsk udendørsmester i 2000 og havde flere topresultater op til OL.
Ved OL 2000 i Sydney var han ikke blandt favoritterne, men i indledende runde havde han bedste kast af alle med 21,39 m, mere end en halv meter bedre end favoritten John Godina fra USA, der var næstbedst. I finalen kastede han først 21,20 m, men forbedrede dette i næste forsøg til 21,29 m, hvilket var tilstrækkeligt til at sikre ham en overraskende guldmedalje. Amerikaneren Adam Nelson nåede ud på 21,21 m til en sølvmedalje, mens Godina med 21,20 m fik bronze. Den danske kuglestøder Joachim B. Olsen, der også deltog i konkurrencen, antydede efter finalen, at Harju var afsløret i brug af dopet, hvilket dog ikke var sandt.
Ved VM i Edmonton i 2001 vandt Harju bronze i samme disciplin; her vandt Godina guld og Nelson sølv.

## Senere karriere
I 2004 blev Harju hædret med et monument opstillet i en rundkørsel i hans hjemby, Perho. Monumentet var udsat for hærværk i sommeren 2023.
Harju er senere blevet træner for den kvindelige finske kuglestøder Suvi Helin.